# بیل مکانیکی

نحوهٔ کار بیل مکانیکی

بیل مکانیکی (به انگلیسی: Excavator) از ماشین‌های سنگین عمرانی و مهندسی است که شامل بازوی مفصلی (دکل و استیک)، باکت و کابین گردان (فیرو) در قسمت بالا و زنجیر یا چرخ لاستیکی در زیر است. این ماشین ارتقاء یافتهٔ بیل‌های بخار است.

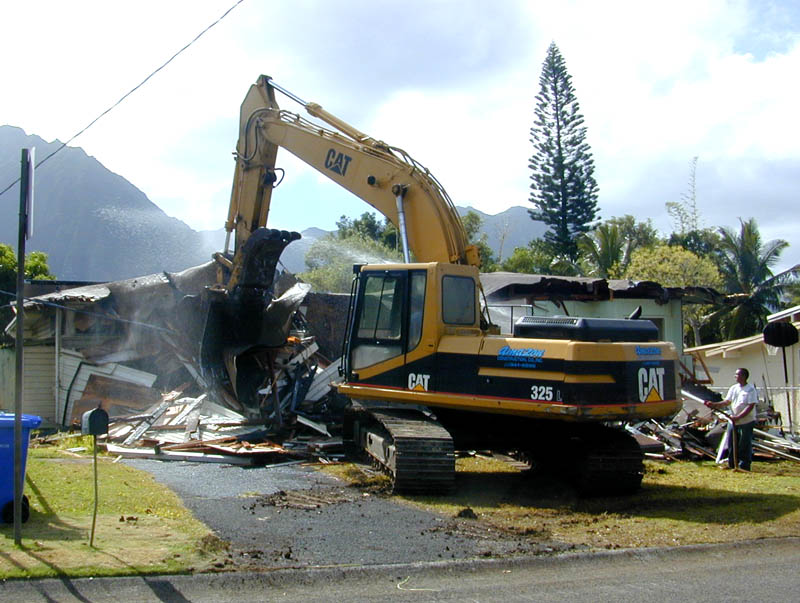
بیل در حال تخریب یک ساختمان

از قابلیت‌های این ماشین می‌توان به نصب چکش (پیکور)، مته، سنگ جت، قیچی فلزبر، چنگک، گراپ و دیگر ادوات اشاره کرد. نصب چکش هیدرولیکی یا پنوماتیک به جای باکت این دستگاه، این امکان را فراهم می‌کند که سطوح و حجم‌های سنگی یا بتونی را که بنا به دلایلی نمی‌توان با مواد منفجره یا کمپرسور تخریب کرد، به‌وسیله مجموعه این دو وسیله (بیل و چکش) تخریب نمود. به دلیل حجم کم باکت و هزینه‌های بالای نگهداری، برای خاک‌های نرم و با حجم زیاد، لودر وسیله اقتصادی‌تر است، اما برای استفاده در ساخت و سازهای شهری مناسب نیست. (به دلیل رانش ایجاد شده برای ساختمان‌های اطراف وهمچنین قدرت مانور کمتر نسبت به بیل مکانیکی)  ، که این موضوع باعث برتری بیل مکانیکی می‌شود.

## موارد استفاده
- حفر کانال، گودال، زیرسازی
- حمل مواد
- برش توسط ادوات هیدرولیکی
- تخریب
- گود برداری برای ساخت ساختمان
- خاک برداری
- تسطیح زمین
- معدنکاری
- لایروبی رودخانه
- برف روبی

## انواع بیل مکانیکی
بیل‌های هیدرولیکی بر اساس شکل ظاهری، ابعاد و اندازه و نوع حفاری و کاربردشان دارای انواع گوناگون می‌باشند؛ در ادامه به بررسی آن‌ها پرداخته شده‌است.

### ۱-بکهو لودر(Backhoe loader)
این ماشین ترکیبی از لودر و بیل مکانیکی می‌باشد. به این ماشین بیل مکانیکی با جام معکوس نیز گفته می‌شود.

### ۲-بیل مکانیکی با سیستم کابلی
این ماشین عبارت است از یک اطاقک گردان که بر روی چرخ‌ها سوار می‌باشد و در انتهای جلوی آن بیل متصل شده‌است.
این بیل در دو نوع مکانیکی و هیدرولیکی موجود می‌باشد.

### ۳- دراگ لاین یا بیل کششی
قسمت‌های تشکیل دهنده این بیل شامل موارد ذیل می‌باشد:
- اطاقک فرمان
- جرثقیل
- جام بیل کششی
- کابل‌های لازم جهت کنترل قسمت‌های گوناگون

این بیل قادر به انجام فعالیت‌های گوناگون در سطوح بسیار بالاتر و بسیار پایین‌تر از سطح اتکاء خود می‌باشد.
همچنین در انواع متفاوت زمین‌ها مورد استفاده قرار می‌گیرد.
سایر موارد استفاده از این ماشین عبارت است از:
- انجام حفاریهای پایین‌تر از سطح
- کانال زنی
- لوله گذاری

از مهم‌ترین مزایای این ماشین زمان کوتاه سیکل کاری آن می‌باشد.
در بسیاری از موارد عرض جام از ظرفیت آن مهم‌تر است، گستردگی جام از نظر (عرض و عمق) بیشتر می‌باشد.

### ۴-بیل‌های جام جلو
این ماشین در دو نوع چرخ لاستیکی و چرخ زنجیری موجود می‌باشد. بیل جام جلو برای حفاری‌های بالای سطح زمین و بارگیری کامیون‌ها مورد استفاده قرار می‌گیرد. بیل‌های جام جلو برای حفاری سخت در بالای سطح ماشین می‌باشند؛ که قادر هستند فشار قابل توجهی به جام خود اعمال کنند، اما مصالحی که حفاری می‌شوند باید در حالت قرضه عمودی باشند. به عبارت دیگر به صورت عمودی به سطح زمین قرار بگیرند. بازو و جام حدوداً یک سوم وزن کل ماشین را دارند؛ بنابراین با در نظر گرفتن وزن مصالح در جام، این ماشین‌ها به نحوی طراحی می‌شوند که تعادل خود را حفظ کنند. معمولاً این ماشین‌ها دارای چرخ زنجیری می‌باشند و سرعت آن‌ها بسیار کم است.

### ۵-چنگک (بیل منقاری)
کلامشل‌ها معمولاً در فعالیت‌های زیر مورد استفاده قرار می‌گیرند:
- انجام فعالیت‌های حفاری به صورت قائم در اعماق مختلف مانند دیوارهای حائل، گودال شمع‌ها، پرده‌های آب‌بند و …..
- حمل و جابه جایی مواد کنده شده و نرم نظیر ماسه، شن، زغال‌سنگ، سنگ‌های شکسته و …..
- انجام عملیات‌های لایروبی در کانال‌ها، موج شکن‌ها و ….
- حمل بار و بلند کردن‌ها به صورت قائم از یک نقطه به نقطه دیگر نظیر تخلیه بار در داخل قیف و کیسون‌ها

در کلامشل‌ها باید به نکات زیر دقت شود:
- توانایی نفوذ جام به وزن آن بستگی دارد
- محاسبه بازدهی دقیق آن مشکل می‌باشد.
- در صورت امکان باید از سبک‌ترین جام برای این بیل‌ها استفاده شود.

معادل انگلیسی چنگک یا بیل منقاری در زبان انگلیسی clamshell grab می‌باشد.

## بیل مکانیکی چرخ لاستیکی
این نوع دستگاه مهندسی به‌طور گسترده در مهندسی جاده از جمله ساخت و ساز جاده، ساخت وساز مسکن و شهر سازی مورد استفاده است. سرعت حرکت چرخ لاستیکی در مقایسه با چرخ زنجیری بیشتر است بنابر این برای مواردی که نیاز به جابجایی بالا است و سطح راه مورد استفاده محکم باشد مناسب تر است. این ماشین از نوع زنجیری گران‌تر می‌باشد و سرعت حرکت آن با توجه به قدرت موتور محدود بوده و در حدود ۱۰ تا ۱۲٫۵ کیلومتر در ساعت است. در انواع جدید سرعت به ۴۰ کیلومتر در ساعت نیز می‌رسد.

## بیل مکانیکی زنجیری
یک ماشین طراحی شده برای حفاری و حرکت اجسام بزرگ است. به همین دلیل به‌طور گسترده در کار ساخت و ساز مانند حفر تراشه‌ها، سوراخ‌ها و ساختمان‌ها مورد استفاده قرار می‌گیرد. بلند کردن و گرفتن اجسام، حرکت خاک، تخریب، لایروبی و برش دادن زمین و اجسام از موارد استفادهٔ این ماشین است. شاسی چرخ زنجیری قابلیت تحرک بسیار خوبی در محل خاک برداری ایجاد می‌کند چرا که به دلیل سطح وسیع چرخ‌ها فشار کمی بر روی خاک ایجاد می‌کند که امکان کار بر روی خاک‌های سست را فراهم می‌کند. این ماشین به سبب زیاد بودن سطح اتکای زنجیر با زمین به راحتی می‌تواند در زمین‌های سست استقرار یافته و کار انجام دهد به همین جهت برای کار در زمین‌های نرم که ظرفیت بارگذاری آن‌ها از ۰٫۴۳ تا ۰٫۸۲ کیلوگرم بر سانتی‌متر مربع است ساخته می‌شود.
دنده‌هایی که روی زنجیر آن‌ها پیش‌بینی شده سطح زمین‌های سنگی را شیار داده و استقرار و ثبات ماشین را برای انجام عملیات سخت سنگ برداری ممکن می‌سازد. در راه‌های موقت با شیب زیاد (حدوداً۴۰درصد) نیز قادر به حرکت می‌باشند. سرعت حرکت آن کم و در حدود ۵ تا ۷/۵ کیلومتر در ساعت است و برای انتقال آن‌ها به کارگاه باید از تریلر استفاده کرد. این ماشین در عملیات خاکی به‌صرفه‌تر و سریع‌تر از انواع دیگر است.

## بیل مکانیکی کششی (دراگلاین)
بیل مکانیکی (دراگلاین) از یک اتاقک فرمان، جرثقیل، جام بیل کششی و کابل‌های لازم جهت کنترل قسمت‌های مختلف تشکیل شده‌است.

حفاری با دراگلاین در سطوح بالاتر از سطح اتکاء ماشین تا سطوح خیلی پایین‌تر از سطح اتکاء ماشین و زمین‌های نرم تا زمین‌های متوسط سخت امکان‌پذیر می‌باشد.

ازمهمترین موارد برتری دراگلاین نسبت به سایر ماشین آلات می‌توان به بازوی طویل آن برای حفاری و تخلیه اشاره کرد.

حفاری از طریق کشیدن جام بر روی مواد حفاری

## برنامه‌ریزی کار با بیل مکانیکی
برای کار با بیل مکانیکی انتخاب اندازه صحیح ماشین و بیل اهمیت زیادی دارد و نوع خاک و شرایط کارگاه موارد تعیین‌کننده‌ای هستند. علاوه بر این موارد دیگری را باید در نظر گرفت که برخی از آن‌ها عبارتند از:
- زاویه گردش
- زهکشی
- دسترسی به محل کار
- شرایط سطح کار

## انتخاب جام بیل مکانیکی
جام بیل مکانیکی با توجه به شرایط کاری، اندازه و نوع مصالح جابه‌جا شونده، افزایش راندمان خاکبرداری و بارگیری به چهار مورد ذیل تقسیم‌بندی شده:
- سنگین کار
- استفاده عمومی
- سبک کار
- جابه جایی مواد

## تولیدکنندگان عمده
- هپکو
- ولوو
- ZOOMLION
- شرکت باب‌کت
- Bucyrus International
- Case CE
- کاترپیلار
- سی‌ان‌اچ
- دوسان گروپ (formerly دوو Heavy Industries & Machinery) - including Solar brand
- ENMTP
- هیتاچی کنکی
- Hydrema
- صنایع سنگین هیوندای
- جان دیر
- J. C. Bamford (JCB)
- کوماتسو
- LBX (Link-Belt) Excavators
- تیسن‌کروپ
- Kobelco
- کابوتا
- لیبهر
- LiuGong
- L&T
- صنایع سنگین میتسوبیشی
- New Holland
- Orenstein & Koppel (O&K)
- Poclain
- سامسونگ
- سندویک
- Sany
- ST Kinetics
- تیرکس
- Volvo Construction Equipment
- Wacker Neuson
- XCMG
- Yanmar
- shantui

## نگارخانه

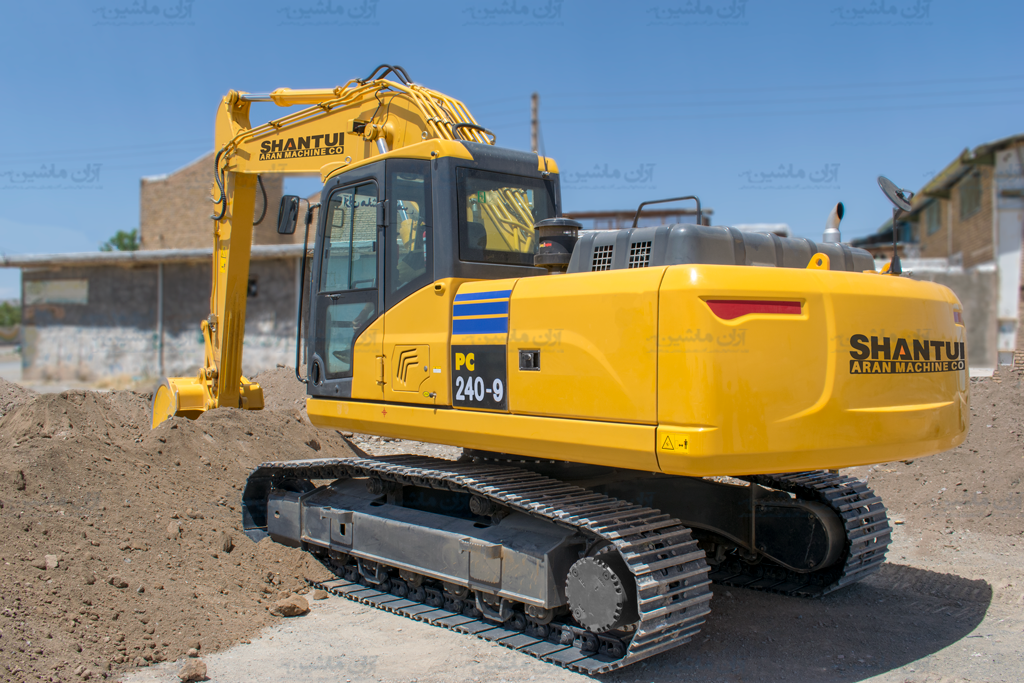
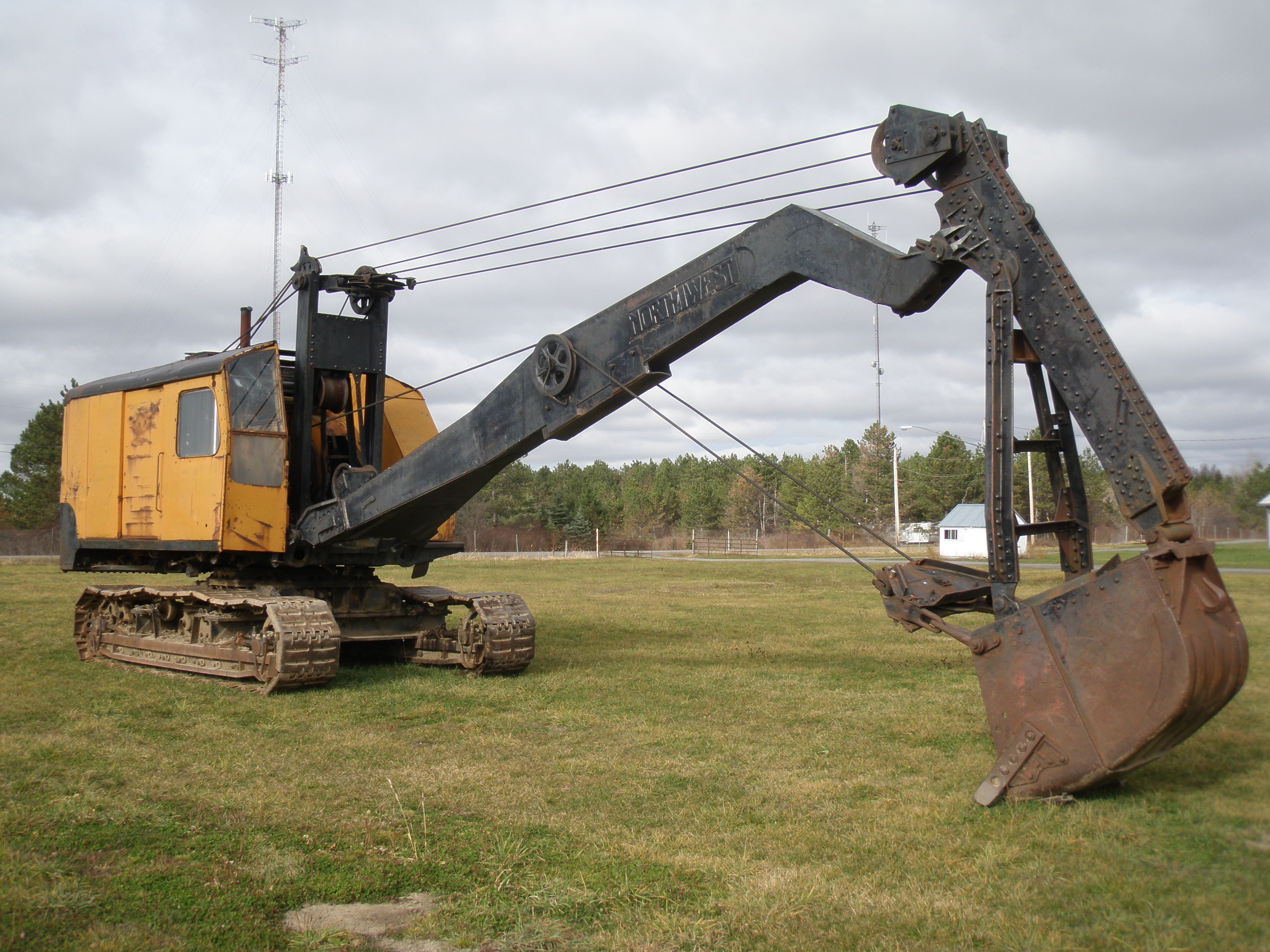
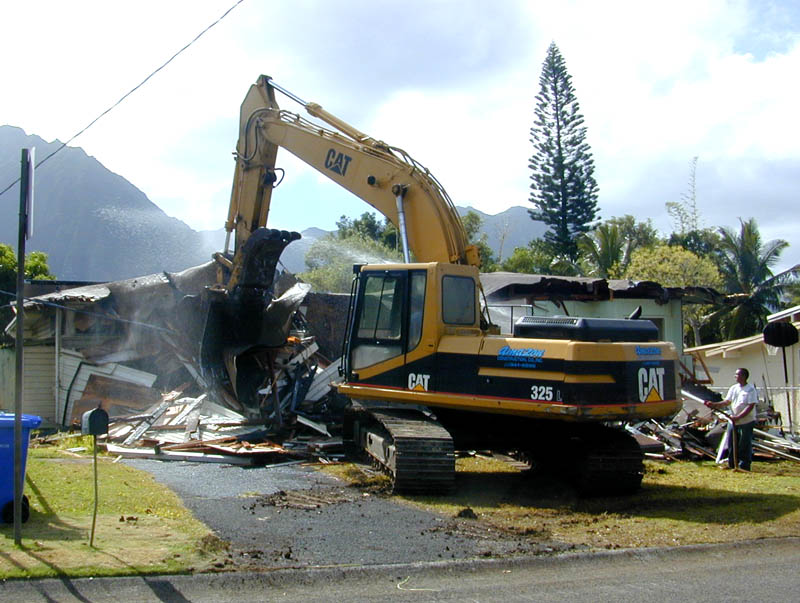
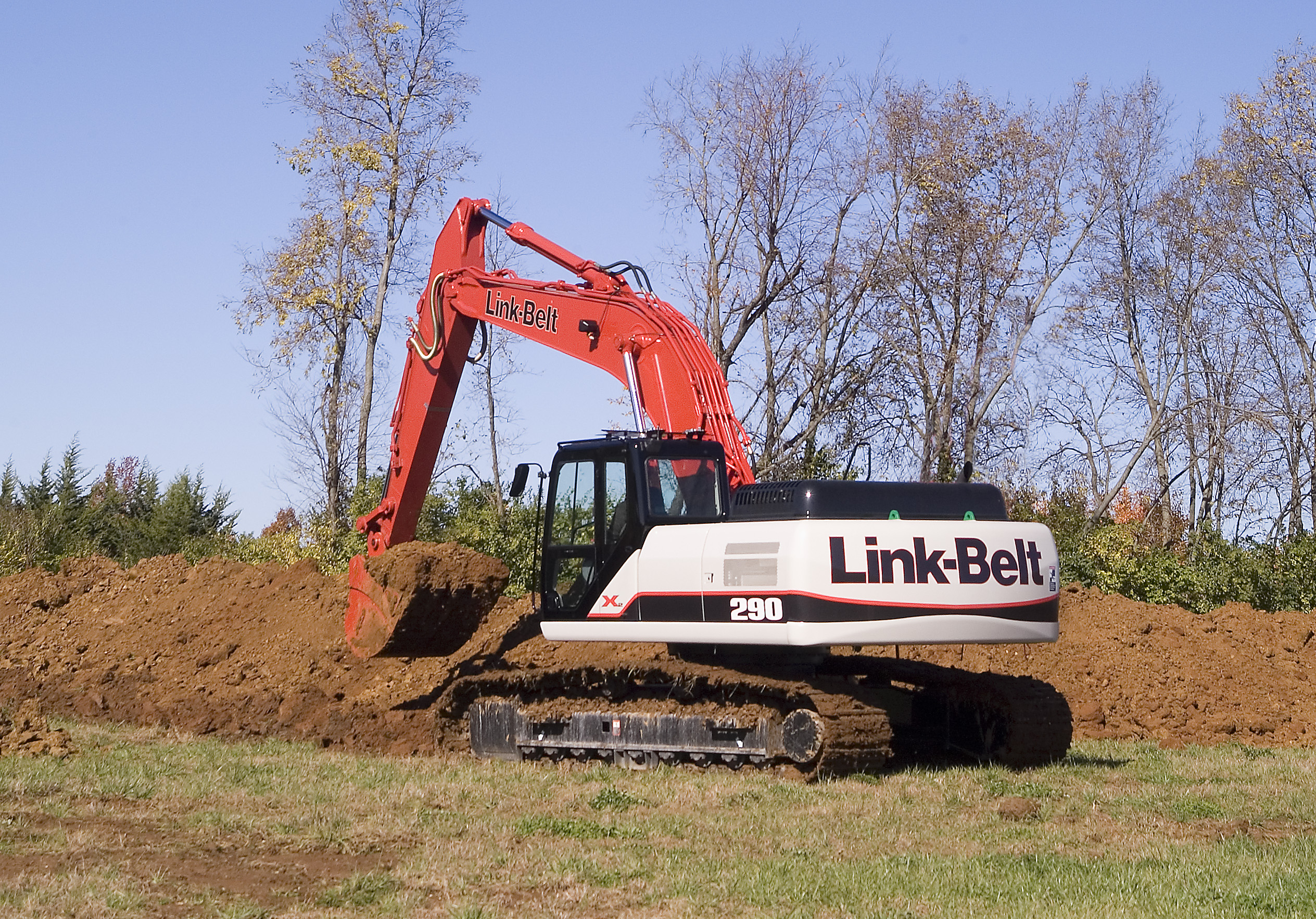
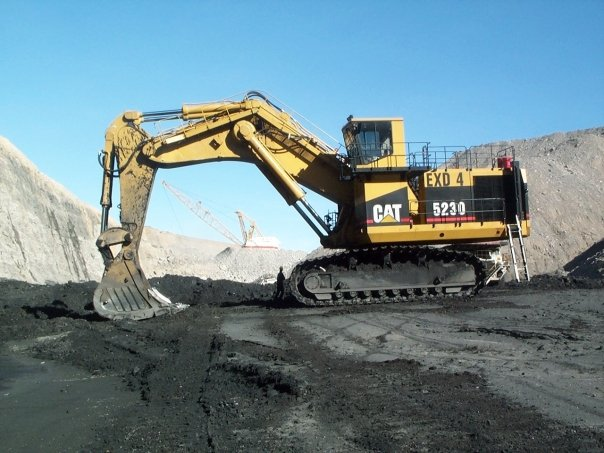